# Tribus de les muntanyes

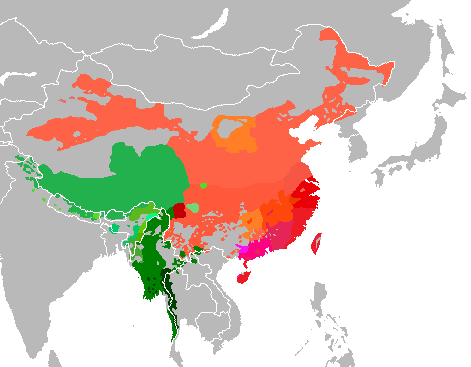
L'origen de les tribus de les muntanyes són les llengües de les branques sino-tibetanes: les llengües tibetobirmanes (en verd) i les llengües sinítiques (en vermell).

Les tribus del les muntanyes o tribus del Nord són una ètnia de Tailàndia. Se situen a la regió septentrional del país, entre els territoris de Pai, Chiang Rai i la frontera amb Birmània.

## Història

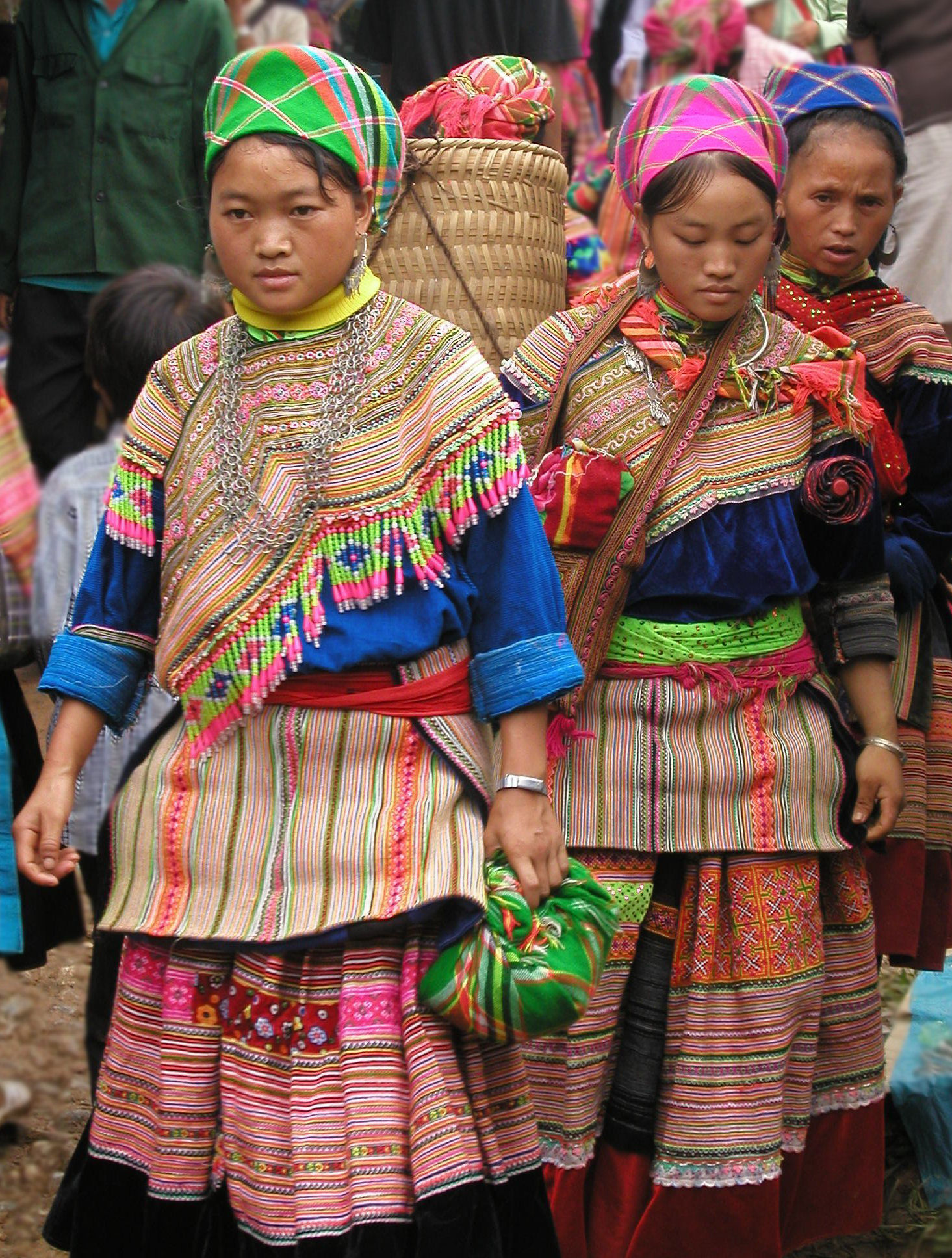
Dones miao amb vestimenta tradicional al mercat de Sa Pa, Vietnam.

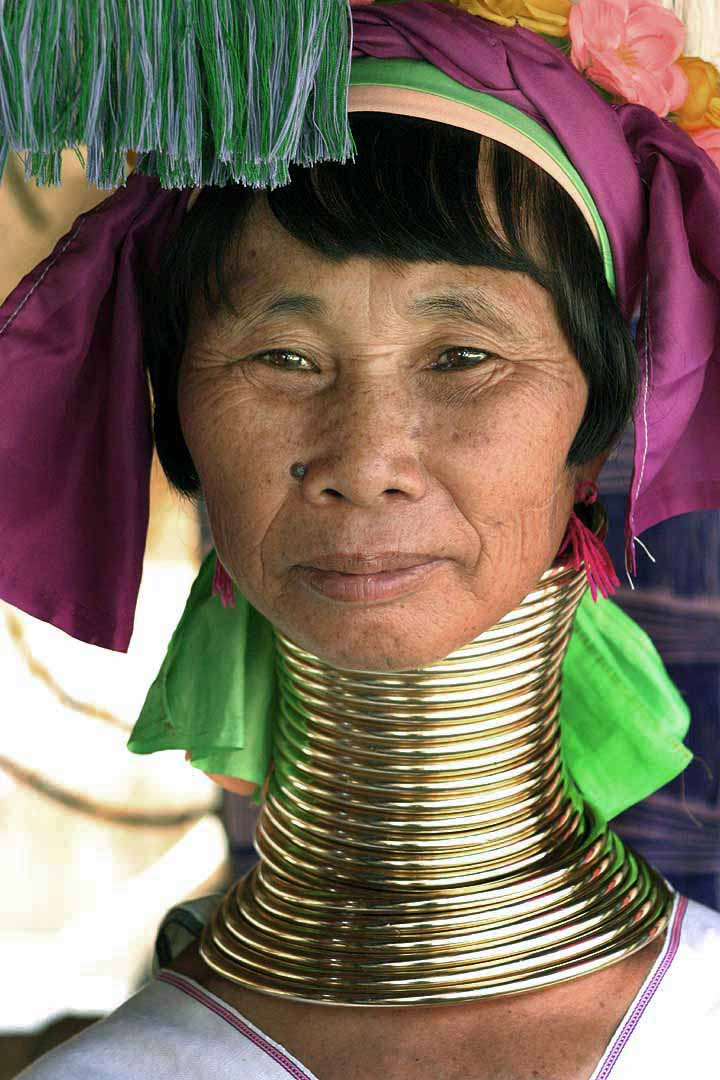
Dona padaung del nord de Tailàndia.

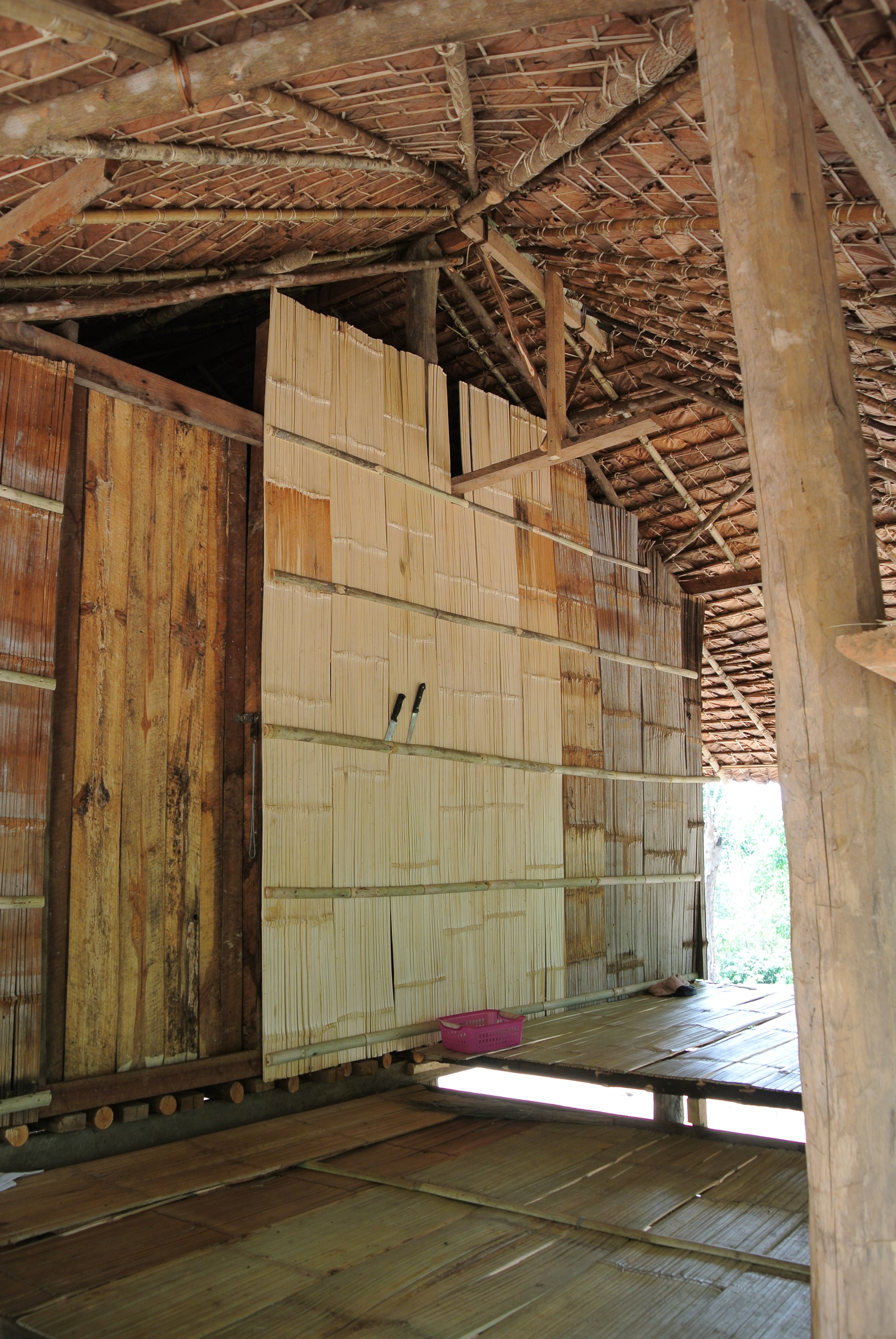
Entrada d'una casa de l'ètnia Karen, al sud-est de Birmània.

L'origen d'aquesta societat es troba en les arrels sinotibetanes, encara que gran part dels integrants van emigrar cap a Tailàndia al segle xx, escapant dels conflictes bèl·lics entre la Xina, Birmània i Laos.
Les tribus de les muntanyes són un conjunt de diferents ètnies, cadascuna de les quals disposa del seu propi idioma, tradicions i organitzacions socials individuals. La seva ubicació concreta són els vessants i la jungla del nord de Tailàndia, a prop de la frontera amb Birmània.
La indumentària de les dones de les tribus de les muntanyes es distingeixen en portar robes brillants. La major part de les persones són animistes, encara que en algunes zones els missioners van aconseguir la conversió de la major part de la població local al cristianisme, la qual cosa també va suposar la fi d'algunes tradicions, com ha ocorregut amb la tribu dels Karen, una de les tribus més conegudes de Tailàndia i una de les primeres tribus que va habitar al nord de l'estat.
La tribu de muntanya que rep el nom de Padaung és coneguda internacionalment pel seu folklore i, en particular, perquè les dones porten des de molt joves collarets en forma d'espiral al voltant del coll per perllongar-lo, ja que es considera un tret de bellesa.
D'aquestes tribus, normalment en forma part l'espectre més pobre de la població. Els seus recursos solen ser escassos, ja que provenen del cultiu de l'opi en la seva majoria i el govern tailandès lluita per combatre aquestes actuacions il·legals que provoquen més tràfic de drogues. Per seguir subsistint-los, s'ha proposat convèncer a les tribus a conrear verdura, cafè i fruita, tal com es diposa en el Royal Project for the Hill Tribes de 1969. D'altra banda, les dones també venen als turistes, als pobles o al mercat de Chiang Rai, objectes d'artesania com ara bosses, teles o joies de plata (l'artesania típica de la tribu Karen).
Sobre l'idioma, gran part dels joves, a causa de la globalització ja parlen anglès i tailandès. No obstant això, les persones de més edat parlen únicament la seva llengua materna o el dialecte tailandès del nord.
Existeix una nova forma de turisme en què es transporta els occidentals als seus principals pobles mitjançant tours organitzats, que aprofiten per vendre artesania autòctona en mercats ambulants.
L'ètnia dels Hmong és una de les tribus del nord que conformen les tribus de les muntanyes. Aquesta tribu va ser coneguda internacionalment quan l'any 2009, el govern de Tailàndia va rebutjar la sol·licitud d'asil de més de 4000 immigrants Hmong, que hi eren com a refugiats en els camps des de feia més de 30 anys. L'exèrcit tailandès els va traslladar de nou a Laos, on l'ètnia declara ser víctima des de fa anys d'una violenta persecució.